# چگنی علیا
چگنی علیا، روستایی از توابع بخش کوزران شهرستان کرمانشاه در استان کرمانشاه ایران است.

## مردم
این روستا در دهستان سنجابی قرار دارد و بر پایه سرشماری مرکز آمار ایران در سال ۱۳۸۵، جمعیت آن ۱۴۰ نفر (۳۴خانوار) بوده‌است.مردم این روستا به دین اسلام مذهب شیعه اعتقاد دارند و به زبان کردی جنوبی صحبت میکنند.